# Cliff Bourland
Clifford Frederick Bourland, detto Cliff (Los Angeles, 1º gennaio 1921 – Santa Monica, 1º febbraio 2018), è stato un velocista statunitense.

## Palmarès

### Olimpiadi
- Oro a Londra 1948 nella staffetta 4×400 metri.